# 李信与红娘子
《李信与红娘子》，是一部中国古裝电视剧，陕西电视台录制，李源导演、武淑芳编剧，美术薛天宝，摄像胡天恩、于庚庚。根据姚雪垠的历史小说《李自成》改编，由洪学敏、廖京生主演，共12集，於1986年播出。

## 每集题目
1. 李闯王南原失利，福王宫歌舞不休；中原地饥民遍野，红娘子杞县结仇。
2. 李自成商洛再起，张皇亲追拿艺班；红娘子穷途卖马，李公子再解危难。
3. 无出路愤举义旗，劫李信巧授良策；张皇亲暗设圈套，贪贿赂举人含屈。
4. 知县官欲杀李信，红娘子奇袭杞县；汤夫人哭劝夫主，李公子进退两难。
5. 铲强暴杞县狂欢，入李府夫人赠剑；议投闯英雄抒怀，闻心迹痛赴黄泉。
6. 投闯营如虎添翼，收义军再增军威；忆坎坷两情相通，展胸怀李岩命笔。
7. 破洛阳皇亲伏法，结良缘伉俪夜话；议称王李岩献策，闻误传林泉惊讶。
8. 灭朱明自成称帝，老盘公笑逝龙椅；军纪乱始失民心，犯猜疑内讧渐起。
9. 大顺帝骄傲轻敌，李林泉整军受谤；吴三桂联清伐罪，李自成兵败受伤。
10. 西逃路血染沙场，扭危局何为良方；李自成一错再错，上不醒忠臣难当。
11. 听谗言自成生疑，平叛乱李岩救妻；上奏章为挽危局，大顺帝终动杀机。
12. 大顺帝误杀忠良，铸大错败逃襄阳；红娘子抗旨出家，斥叛贼云游四方。

## 演员表
- 洪学敏 饰 红娘子（配音：刘广宁）
- 廖京生 饰 李信（配音：童自荣）
- 王宁生 饰 李自成
- 王显 饰 牛金星
- 马双庆 饰 宋献策